# Atrobucca nibe
Atrobucca nibe es una especie de pez de la familia Sciaenidae en el orden de los Perciformes.

## Morfología
• Los machos pueden llegar alcanzar los 45 cm de longitud total.

## Hábitat
Es un pez de aguas profundas y demersal que vive entre 45-200 m de profundidad.

## Distribución geográfica
Se encuentra en Mozambique, Sudáfrica (KwaZulu-Natal) la India la China, el Japón, las Filipinas, Indonesia y el norte de Australia.

## Observaciones
Es inofensivo para los humanos.